# Guido da Siena

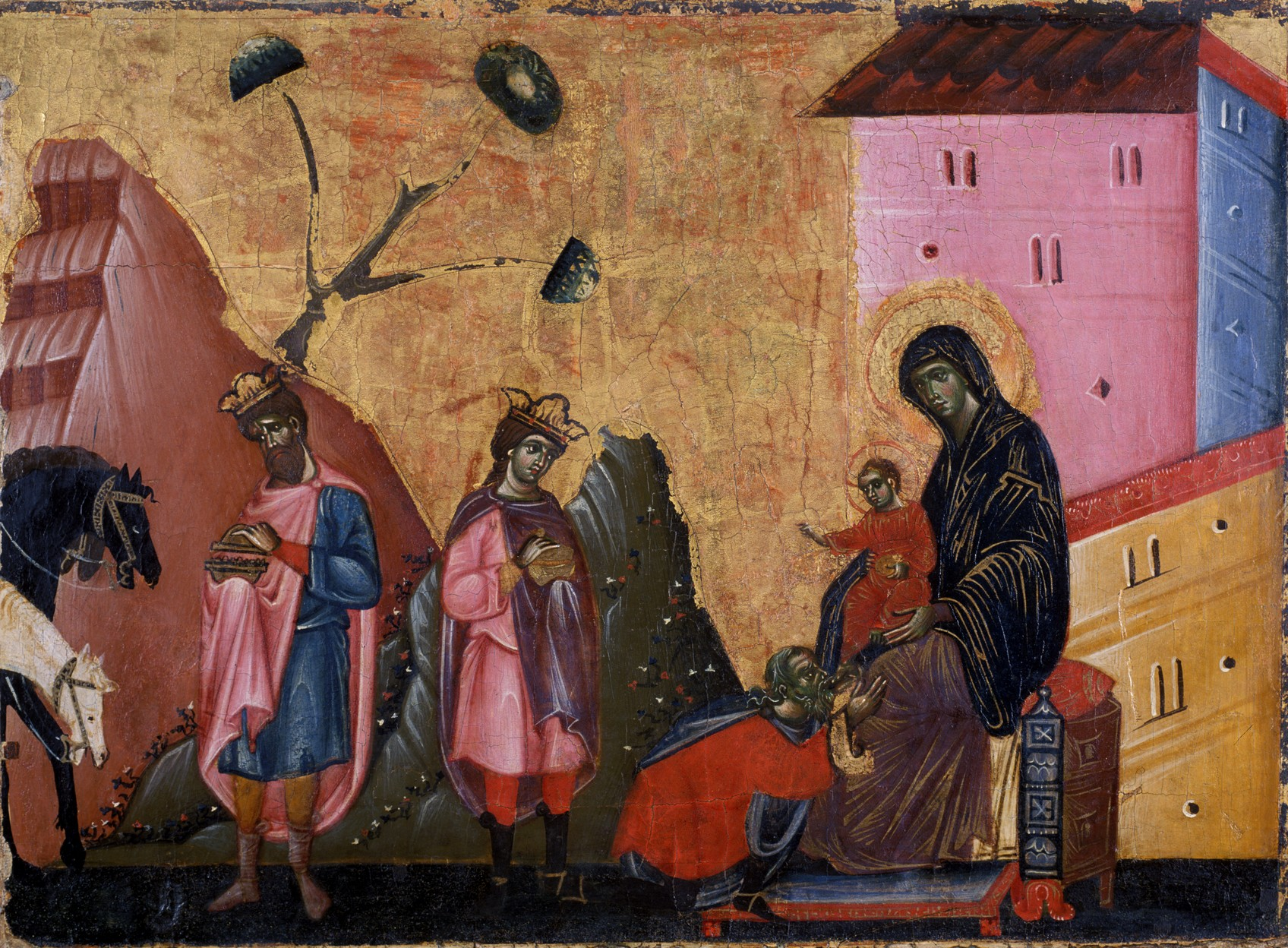
Guido da Siena: Die Anbetung der Heiligen Drei Könige, Altarretabel um 1270/80, Altenburg, Lindenau-Museum

Guido da Siena (bl. 1260–1290) war ein italienischer Maler.

## Leben
Guido da Siena gilt als einer der Hauptmeister der sienesischen Malerei der zweiten Hälfte des 13. Jahrhunderts. Sein Name ist durch eine Inschrift auf einem seiner Hauptwerke, der großen „Maestà“, im Palazzo Pubblico, in Siena überliefert. Mit Sicherheit handelt es sich dabei um einen Künstlernamen. Gesicherte Urkunden über ihn sind nicht bekannt. Versuche, ihn mit Guido da Ghezzo oder Guido da Graziano zu identifizieren, konnten nicht stichhaltig untermauert werden.
Obwohl nicht bekannt ist, bei wem er das Handwerk der Malerei erlernte, weisen seine Werke doch eine enge Verwandtschaft zu den Werken des Florentiners Coppo di Marcovaldo auf. Es ist möglich, dass Guido da Siena ihn gegen 1260 kennenlernte, als Coppo da Marcovaldo vermutlich in sienesische Gefangenschaft geraten war.
Da die Guido da Siena zugeschriebenen Bilder nicht von einheitlicher Qualität sind, ist davon auszugehen, dass er eine größere Werkstatt unterhielt.

## Werke
- Altenburg, Lindenau-Museum

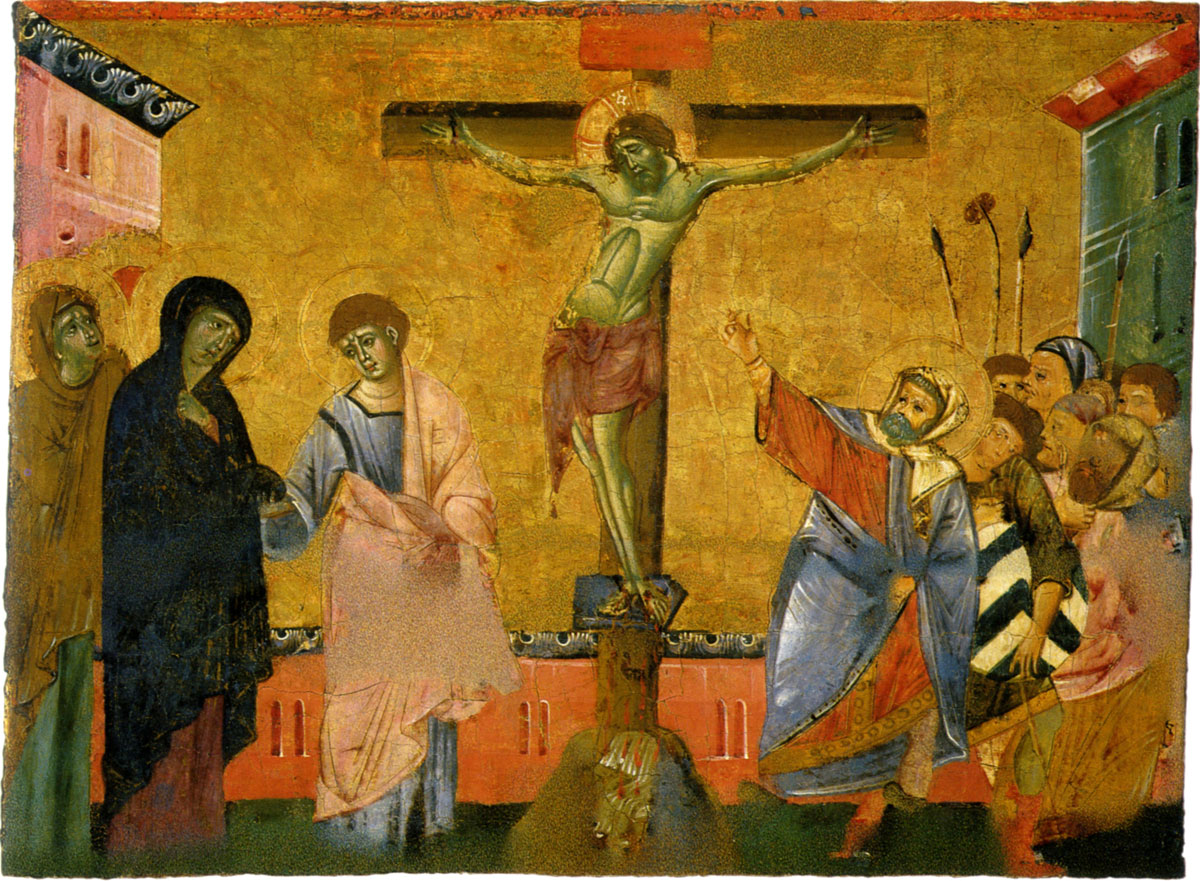
Guido da Siena: Die Kreuzigung Christi, um 1270/80, Siena, Pinacoteca Nazionale

  - Die Anbetung der Könige. um 1270–1280
  - Die Flucht nach Ägypten. um 1270–1280
  - Die Geißelung Christi. um 1270–1280
- London, Courtauld Institute Galleries
  - Die Krönung Mariae. um 1270–1280
- New Haven, Yale University Art Gallery
  - Die Kreuzigung Christi.
- Paris, Musée National du Louvre
  - Die Geburt Christi. um 1270–1280
  - Die Darbringung Christi im Tempel. um 1270–1280
- Princeton, University Gallery
  - Die Verkündigung. um 1270–1280
- San Gimignano, Pinacoteca Civica
  - Maria mit dem Kinde. um 1270–1280
- Siena, Basilica di San Domenico
  - Maria mit dem Kinde. um 1270 (auch Maestà genannt)[1]
- Siena, Palazzo Pubblico
  - Thronende Maria mit dem Kinde. 1270
- Siena, Pinacoteca Nazionale
  - Maria mit dem Kinde. um 1262
  - Maria mit dem Kinde zwischen vier Heiligen. um 1270–1280 (zugeschrieben)
  - Der Bethlehemitische Kindermord. um 1270–1280
  - Die Gefangennahme Christi. um 1270–1280
  - Die Kreuzigung Christi. um 1270–1280
  - Die Kreuzabnahme Christi. um 1270–1280
  - Die Grablegung Christi. um 1270–1280
  - Petrusretabel. um 1280–1290
- Utrecht, Museum Catharijneconvent
  - Die Kreuzbefestigung Christi. um 1270–1280